# 地上最大のショウ
『地上最大のショウ』（ちじょうさいだいのショウ、The Greatest Show on Earth）は、1952年のアメリカ合衆国のドラマ映画。
監督はセシル・B・デミル、出演はベティ・ハットン、コーネル・ワイルド、チャールトン・ヘストン、ジェームス・スチュワートなど。
世界最大のサーカス一座を舞台に、華麗なショーと団員たちのさまざまなドラマをオールスターキャストで描いている。
第25回アカデミー賞で作品賞と原案賞を受賞している。

## 概要
題名は、リングリング・ブラザーズ・アンド・バーナム・アンド・ベイリー・サーカスの謳い文句で、もとはこのサーカスの前身の一つを作ったP・T・バーナムが宣伝文句として使い始めた。
クランクインは、1950年、主要キャストのトレーニングを含め撮影に１年要した。
本作ははサーカスを舞台に、空中ブランコ乗りのホリーと、ザ・グレート・セバスチャン、そしてショウの公演監督でもあるサーカス経営者のブラッド・ブレイデンの三者に焦点を当てた内容となっており。彼らは恋のさや当てをする「三角関係」でもある。
監督のセシル・B・デミルは行動派の青年座長ブラッドを企画時点でパラマウント映画出身のバート・ランカスターまたはカーク・ダグラスを想定していたが、テレビで見たチャールトン・ヘストンを起用した。デミルはギリシア彫刻を彷彿させるヘストンの顔を気に入り、次回作『十戒』でも主人公モーゼ役に起用した。
デザイナーのイーディス・ヘッドらの手がけた豪華な衣装でのサーカスシーンはきらびやかで、豪華絢爛主義といわれたデミル監督の意向が反映されている。ストーリーに欠かせない脇役には、ドロシー・ラムーア、グロリア・グレアムが演じる芸人フィリスとエンジェル、決してメーキャップを落とさない道化師バトンズにはジェームス・スチュワートがそれぞれ選ばれた。また、ボブ・ホープとビング・クロスビーがサーカスの観客として特別出演している。
1952年のアカデミー作品賞と原案賞を受賞しているが、この年には他に『真昼の決闘』、『静かなる男』など玄人受けする名作映画がひしめいていた為、票が割れた結果、この作品に賞が転がりこんだとする見方がされることがある。当時のマスコミも「受賞理由＝不明」などと結果を皮肉っている。
とはいえ、テレビ番組などには決して真似のできないスケールの大きさ、老若男女を問わず楽しめる間口の広さなどは、テレビジョンの脅威が囁かれた当時のハリウッドが誇りうるに十二分なものであった。興行面においても、全米および日本でも年間興行成績第1位を記録するなど、文句なしの成功を収めている。

## あらすじ
サーカス公演監督のブラッド・ブレイデンは、空中ブランコの大スター：セバスチャンを新たに迎えることを条件に、経営陣に巡業を許可される。サーカス団員たちは公演できることに大喜びするが、セバスチャンを迎えることに女性団員たちが意味ありげな表情を見せ、また、ブラッドの恋人で空中ブランコの花形ホリーは主役を奪われがっかりする。
豪快なプレイボーイでもあるセバスチャンは、早速ホリーと親しくなり、主役を譲ろうとするがブラッドは認めない。ならば実力で主役を勝ち取ろうと、ホリーは奮起し、サーカス本番でセバスチャンとスリル満点の競演をする。華やかな衣装、ムードたっぷりの音楽、道化師のユーモラスな演技、そして出演者たちの迫力満点の技やダンスに、観客たちは魅了される。
一方、サーカスにはトラブルも絶えない。エンジェルには象使いのクラウスがまとわりついて離れず、スリとぼったくりを繰り返す的屋のジミーはブラッドに追放される。
やがてセバスチャンはホリーを誘惑し、ホリーはサーカス開催に夢中のブラッドが嫉妬しないことに落胆する。ブラッドは危険な技を控えさせるため、セバスチャンのブランコの下にネットを張る。対抗心を燃やすホリーが、安全ネットがあることを冷やかすと、セバスチャンはネットを切って危険な大技に挑む。その結果失敗し、大怪我を負う。ブラッドはホリーに主役を任せて公演を継続するが、ホリーは罪悪感を感じる。
3か月後、セバスチャンが戻ってくる。過去の恋人とよりを戻し、その恋人が在籍するサーカス団に引き抜かれたと話す彼の右腕にかけられたジャケットを、不審に思ったブラッドが剥ぎ取る。そこには、変色し動かなくなった腕があった。ホリーはセバスチャンの心からの愛情を理解し、二人は恋人同士になる。セバスチャンはブランコへの未練を残しつつも、サーカス団で他の仕事を始める。ブラッドを愛していたエンジェルは、ブラッドに寄り添い、その様子を見たクラウスは激しい嫉妬心を燃やす。
ある日の公演で、クラウスはエンジェルを象の演技中に殺そうとし、ブラッドに追放される。そしてジミーの誘いに乗り、強盗計画に加わる。同じ日、妻を安楽死させ殺人罪で逃亡中の男を追う刑事が、ブラッドのもとを訪ねる。ブラッドは決して化粧を落とさない道化のバトンズの所に行き、その情報を教える。真犯人かつ元医師であるバトンズは気遣いに感謝し、セバスチャンに回復の見込みがあると告げる。そこでブラッドは、セバスチャンを嗾けわざと喧嘩を起こす。すると感覚が戻りつつある腕が動く。セバスチャンはブラッドに感謝し、ホリーとの結婚を決意する。
その夜、ジミーとクラウスはサーカス団の列車を止めて強盗を働く。いざ逃げようとした時、後続の列車が近づいてきた。クラウスはエンジェルが乗っているその列車を止めようとして轢死。列車は衝突して大脱線事故を起こす。混乱の中、ブラッドは大怪我を負うが、公演開催に執念を燃やす。バトンズが殺人犯だと気付いていたホリーは、混乱に乗じて逃亡しようとする彼を引き留め、ブラッドの治療にあたるよう頼む。ブラッドの血液型は、AB型Rh-という非常に珍しいものだが、何とセバスチャンが同じ血液型だった。ブラッドはトラブルメーカーの恋敵に不満を漏らしつつ輸血を受けるが、意識不明になる。一方、ブラッドへの愛を確信したホリーは、彼のためにサーカスを開催できるよう団員に指示を出し始める。
翌日、ホリーを中心としたサーカス団の華やかなパレードが行われ、街から脱線事故現場の近くまで、観客を誘導する。バトンズの治療により意識を回復したブラッドは、ホリーに愛を告白するが、今度は彼女がサーカス開催に夢中で聞く耳を持たない。かつての恋人同士でもあるセバスチャンとエンジェルは、お互いの失恋を悟るとよりを戻す。刑事はバトンズに敬意を払いつつ、彼を逮捕する。こうして、サーカス団は傷ついてもなお、野天公演で「地上最大のショウ」を華やかに開催し、物語は大団円を迎える。

## キャスト
| 役名                   | 俳優                     | 日本語吹替 | 日本語吹替 | 日本語吹替 |
| 役名                   | 俳優                     | 東京12ch版 | TBS版      | PDDVD版    |
| ---------------------- | ------------------------ | ---------- | ---------- | ---------- |
| ホリー                 | ベティ・ハットン         | 小原乃梨子 | 小原乃梨子 | 呉林卓美   |
| グレート・セバスチャン | コーネル・ワイルド       | 広川太一郎 | 青野武     | 高橋伸也   |
| ブラッド・ブレイデン   | チャールトン・ヘストン   | 納谷悟朗   | 納谷悟朗   | 相沢正輝   |
| フィリス               | ドロシー・ラムーア       |            |            | 小林美穂   |
| エンジェル             | グロリア・グレアム       | 増山江威子 | 鈴木弘子   | 中神亜紀   |
| FBI捜査官グレゴリー    | ヘンリー・ウィルコクソン |            |            |            |
| クラウス               | ライル・ベトガー         |            |            | 小村哲生   |
| ヘンダーソン氏         | ローレンス・ティアニー   |            |            |            |
| 道化師バトンズ         | ジェームズ・ステュアート | 家弓家正   | 木下秀雄   | 勝沼紀義   |
| ナレーター             | セシル・B・デミル        |            |            | 大塚智則   |

- 東京12ch版：初回放送1970年4月2日『木曜洋画劇場』
- TBS版：初回放送1973年1月1日『月曜ロードショー』

## 受賞
| 映画賞               | 部門                     | 候補者                                                     | 結果       |
| -------------------- | ------------------------ | ---------------------------------------------------------- | ---------- |
| アカデミー賞         | 作品賞                   |                                                            | 受賞       |
| アカデミー賞         | 監督賞                   | セシル・B・デミル                                          | ノミネート |
| アカデミー賞         | 原案賞                   | フレデリック・M・フランク セオドア・セント・ジョン         | 受賞       |
| アカデミー賞         | 衣裳デザイン賞（カラー） | イーディス・ヘッド ドロシー・ジーキンス マイルス・ホワイト | ノミネート |
| アカデミー賞         | 編集賞                   | アン・ボーチェンス                                         | ノミネート |
| ゴールデングローブ賞 | 作品賞 (ドラマ部門)      |                                                            | 受賞       |
| ゴールデングローブ賞 | 監督賞                   | セシル・B・デミル                                          | 受賞       |
| ゴールデングローブ賞 | 撮影賞                   | ジョージ・バーンズ J・ペヴァレル・マーレイ                 | 受賞       |